# 2037 (film)
2037 er en sydkoreansk film fra 2022 af Mo Hong-jin.

## Medvirkende
- Hong Ye-ji som Yoon Young
- Kim Ji-young som Kyung-sook
- Kim Mi-hwa som Soon Je
- Hwang Seok-jeong som Li-ra
- Shin Eun-jung som Seon-su
- Jeon So-min som Jang Mi
- Yoon Mi-kyung
- Kim Do-yeon som Kim